# دبليو. إتش أوليفر
دبليو. إتش أوليفر (بالإنجليزية: W. H. Oliver)‏ هو مؤرخ وشاعر نيوزيلندي، ولد في 14 مايو 1925 في فيلدلينغ ‏ في نيوزيلندا، وتوفي في 16 سبتمبر 2015 في ويلينغتون في نيوزيلندا.